# François-Xavier de Donnea
François Xavier Gustave Marie Joseph Corneille Hubert de Donnea de Hamoir, né le 29 avril 1941 à Edegem (Belgique), est un homme politique belge libéral.

## Biographie
François-Xavier de Donnea est issu d'une ancienne famille noble qui a ses racines à Liège depuis le XVIIIe siècle. Il est titulaire d'une maîtrise en sciences économiques de l'Université catholique de Louvain, d'un Master of Business Administration (University of California at Berkeley) et d'un doctorat en sciences économiques de l'École supérieure néerlandaise d'économie (prédécesseur de l'Université Érasme de Rotterdam). Au cours de ses études, François-Xavier de Donnea était également membre de la Conférence Olivaint de Belgique.
Au cours de sa carrière, il est notamment député, ministre, bourgmestre de Bruxelles et ministre-président de la Région de Bruxelles-Capitale.
En tant que bourgmestre de Bruxelles (1995-2001), c'est lui qui a célébré le mariage civil  du prince héritier Philippe de Belgique et Mathilde d'Udekem d'Acoz en décembre 1999. C'est lui aussi qui a géré les deux événements importants organisés à Bruxelles en 2000 : le Championnat d'Europe de football Euro 2000 et Bruxelles, capitale culturelle européenne.
En juillet 2008, le roi Albert II lui demande un travail de médiation avec Raymond Langendries et Karl-Heinz Lambertz afin de préparer une nouvelle réforme de l'État.
Il a été Président du Club du Sahel et de l’Afrique de l’Ouest de 2009 à 2018 et Facilitateur du Partenariat pour les forêts du Bassin du Congo en 2018 et 2019.
François-Xavier de Donnea est Grand-officier de l'ordre de Léopold, Grand-croix de l'ordre de Léopold II et récipiendaire de la Médaille civique de première classe.
Il a été nommé ministre d'État le 17 juillet 1998.
Docteur en sciences économiques, il est devenu professeur ordinaire (1980), puis professeur extraordinaire (1983), à l'université catholique de Louvain.
Il est l’époux de la comtesse Yolaine Marguerite Marie de Villegas de Saint-Pierre.

## Décorations
- Grand officier de l'ordre de Léopold
- Grand-croix de l'ordre de Léopold II

## Mandats politiques
- Député européen : 1989-1991.

- Député fédéral : 1989 / 1995-2000 / 2003-2014.
- Sénateur : 1981-1983 / 1991-1995.
- Secrétaire d'État à la Coopération au Développement : 1983-1985.
- Ministre de la Région bruxelloise et de la Défense nationale : 1985-1988.
- Ministre-Président de la Région de Bruxelles-Capitale : 2000-2003.
- Conseiller communal de Bruxelles : 1983-1995 / 2001-2006.
- Bourgmestre de Bruxelles : 1995-2001.